# Saint-Jacques - Gaîté (métro de Rennes)
Pour les articles homonymes, voir Gaîté.
Saint-Jacques - Gaîté, abrégée en Gaîté sur une partie de la signalétique, est une station de la ligne B du métro de Rennes, dont elle sera le terminus sud-ouest, située dans le quartier de La Courrouze à Saint-Jacques-de-la-Lande dans le département français d'Ille-et-Vilaine en région Bretagne.
Mise en service en 2022, elle est conçue par les architectes Laurent Gouyou-Beauchamps et Fabien Pédelaborde.
C'est une station, équipée d'ascenseurs, qui est accessible aux personnes à mobilité réduite.

## Situation sur le réseau
Établie en souterrain (tranchée couverte) sous le boulevard Jean Mermoz, entre l'avenue Germaine Tillion et la porte de Saint-Nazaire de la rocade de Rennes, la station Saint - Jacques-Gaîté est située sur la ligne B, dont elle est l'un des terminus, précédant la station La Courrouze (en direction de Viasilva).

## Histoire
La station Saint-Jacques - Gaîté est mise en service le 20 septembre 2022, lors de l'ouverture à l'exploitation de la ligne B. Son nom a pour origine à la fois la commune sur laquelle elle est située (Saint-Jacques-de-la-Lande) et de la zone d'activités de la Gaîté, paradoxalement située de l'autre côté de la rocade à plusieurs centaines de mètres.
L'architecture de la station fait appel à des parois en béton sculpté avec un effet froissé et peint en peinture couleur or, contrastant avec le béton brut. Des lames de bois habillent la partie supérieure de la station.
Initialement appelée Mermoz, du nom du boulevard sous lequel elle se situera ainsi que de l'ancienne zone d'activité Mermoz où le parking-relais prendra place, la future station est rebaptisée Saint-Jacques - Gaîté en février 2011 après consultation des usagers.
La construction de la station a commencé le 6 mai 2014, le gros œuvre a été achevé en août 2016,. Les escalators ont été posés vers mars 2017 suivis vers septembre 2017 des systèmes d'aération,. Le second œuvre (sols, plafonds, garde-corps, portes palières, etc.) débute en 2018 et se prolonge tout au long de l'année 2019, les dernières finitions ont lieu fin 2020,. Les aménagements extérieurs sont achevés en 2021.
Elle est réalisée par les architectes Laurent Gouyou-Beauchamps et Fabien Pédelaborde qui ont dessiné une station, dont les quais sont situés à faible profondeur à 10,2 mètres sous la surface, et sur deux niveaux, : une salle des billets au niveau -1 et les quais au niveau -2. Son arrière-gare se prolonge par le tunnel permettant l'accès au garage-atelier,, situé dans la zone d'activités de la Gaîté. Le parc relais attenant est quant à lui dessiné par Tetrarc Architecture. La construction du parc relais débute en juin 2019, le coffrage du plancher du cinquième niveau a lieu en février 2020 ; le second œuvre a lieu en 2021,.
L'artiste anglais Phillip King a réalisé la sculpture monumentale de style abstrait La ronde de Rennes qui est placée aux abords de la station,.

## Service des voyageurs

### Accès et accueil
La station est accessible via deux édicules sans façades extérieures de part et d'autre du boulevard :
- Accès no 1 « boulevard Jean Mermoz » : côté sud un escalier couplé avec un ascenseur :
- Accès no 2 « avenue Germaine Tillion » : côté nord, un escalier couplé avec un escalier mécanique.

La station est équipée de distributeurs automatiques de titres de transport et de portillons d'accès couplés à la validation d'un titre de transport, afin de limiter la fraude. La décision a été confirmée lors du conseil du 30 avril 2015 de Rennes Métropole.

Les accès et les environs la station
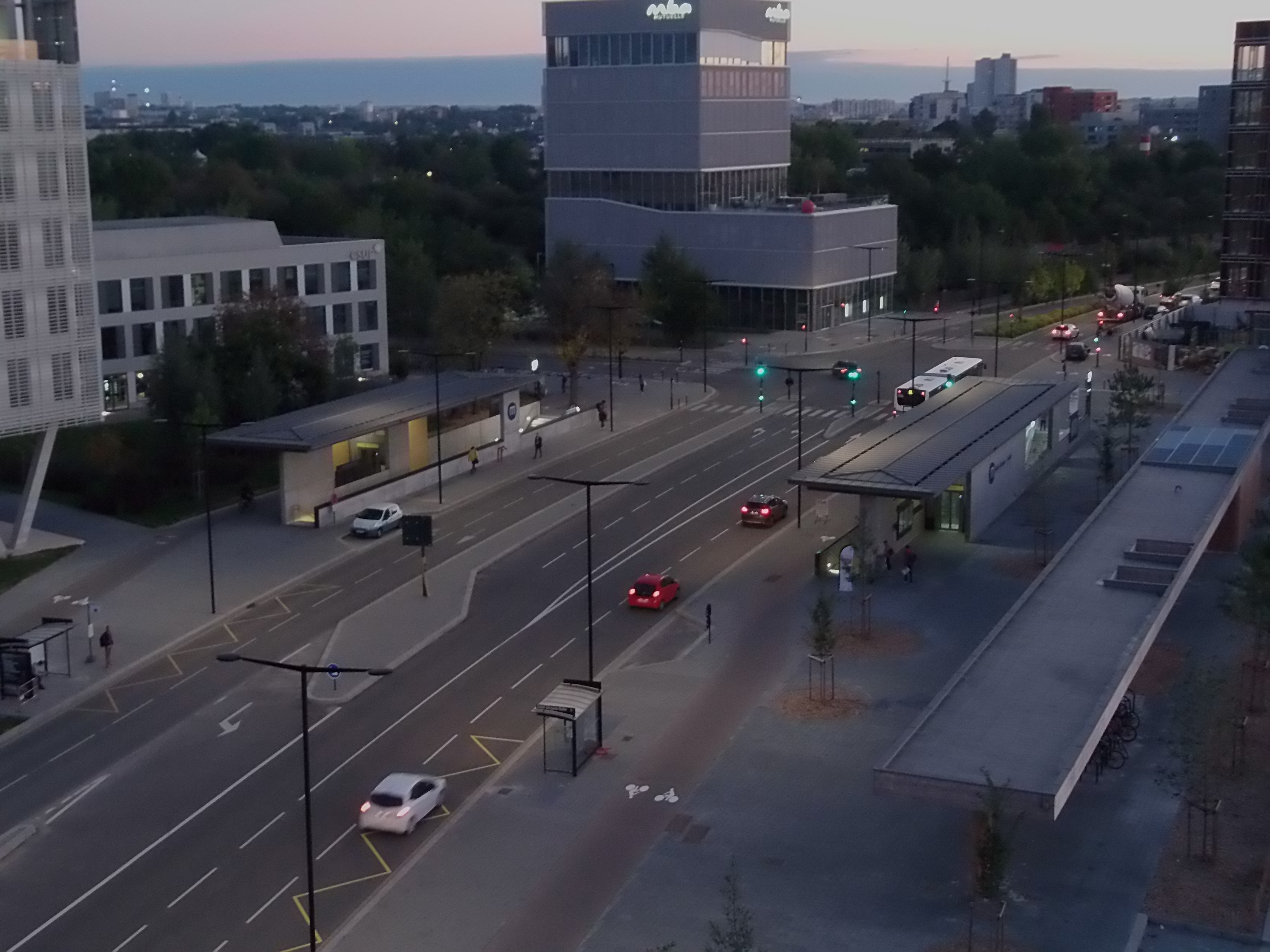
Les abords de la station
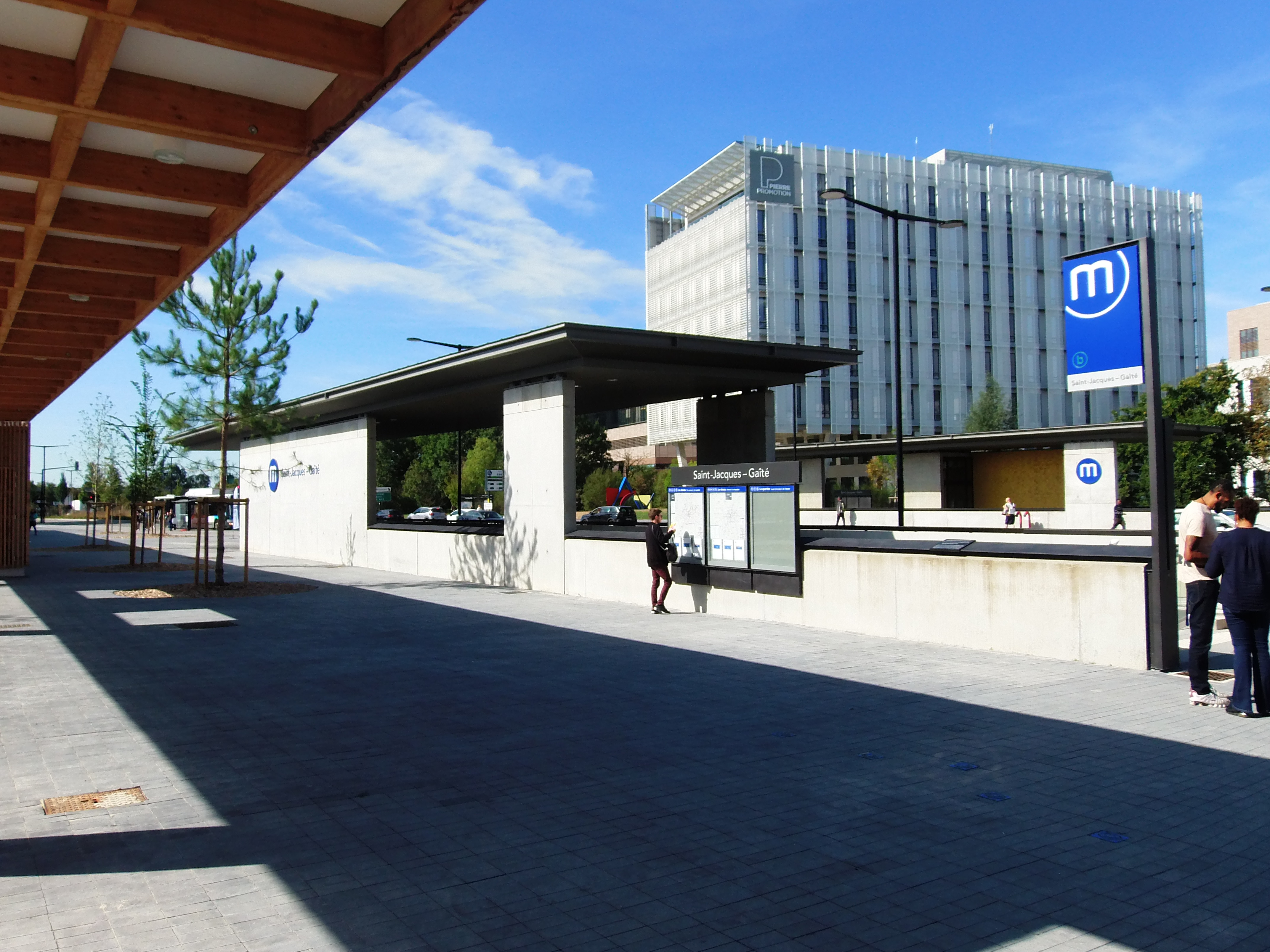
Une des entrées.
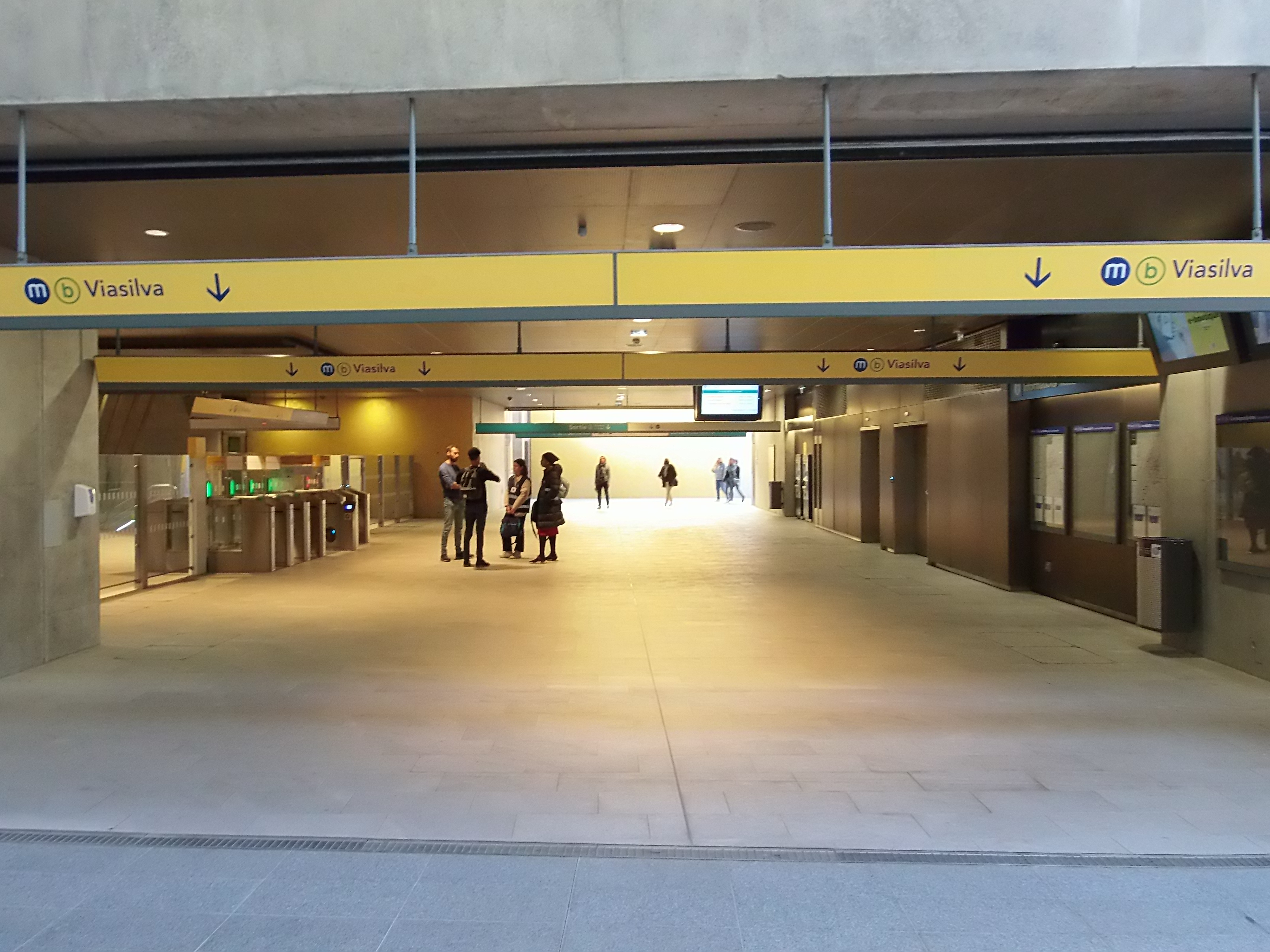
La salle des billets.

### Desserte
Saint-Jacques - Gaîté est desservie par les rames qui circulent quotidiennement sur la ligne B, avec une première desserte à 5 h 10 (7 h 15 les dimanches et fêtes) et la dernière desserte à 0 h 44 (1 h plus tard les nuits des jeudis aux vendredis, vendredis aux samedis et des samedis aux dimanches).

### Intermodalité
Un parc relais de près de 780 places voitures et 200 places vélos est créé à proximité, 16 places seront destinées aux personnes à mobilité réduite et 20 au covoiturage, et 160 places sont prédisposées pour être équipées de bornes de recharge pour voitures électriques,. Ce parc prend la forme d'un immeuble de 5 à 7 étages de 115 mètres de long et 34 mètres de large. La station est accompagnée d'une gare routière destinée aux autobus et autocars et est un pôle de correspondance majeur pour les lignes du sud-ouest de l'agglomération. Des lignes précédemment terminus à la station République y ont été rabattues,.
Une station Citiz Rennes Métropole et un parc à vélos sécurisé C-Park Vélo sont implantés à proximité.
La passerelle Viviane-Elder est construite et mise en service en lien avec le métro ; l'ouvrage enjambe la ligne de Rennes à Redon et permet aux quartiers excentrés de Pilate et du Pigeon Blanc d'avoir accès à la station située de l'autre côté de la voie ferrée,.
Elle est desservie par les C6, C7, C7ex, 13, 37, 156ex et 245 et la nuit par la ligne N3, ainsi qu'avec les lignes 506 et 510 des cars régionaux BreizhGo,.
En outre, elle serait à long terme en correspondance avec une éventuelle halte ferroviaire destinée au trafic TER Bretagne.

## Projets
D'ici 2030, la station sera également le terminus de la ligne T4 du futur « trambus » de Rennes.

## À proximité
La station dessert notamment :
- l'écoquartier de la Courrouze dont elle accompagne l'aménagement ;
- le quartier du Pigeon Blanc ;
- la future chaufferie biomasse de la Courrouze[36].